# Comproprietá
Comproprietá is een Italiaanse term die gebruikt werd in verband met voetbaltransfers. In Italië kon een club de helft van de rechten op een speler kopen. Op een later vastgestelde datum konden de twee 'eigenaars' dan nog bieden tegen elkaar om de volledige rechten binnen te halen. Er werd in dit soort transfers ook altijd vastgelegd bij wie van de twee clubs de speler werd gestald. De clubs hadden het recht om zich van hun helft van de rechten te ontdoen, door hun 'helft' door te verkopen aan een andere club. Een voorbeeld hiervan was de comproprietá tussen Genoa CFC en ACF Fiorentina over Anthony Vanden Borre.
Toenmalig voorzitter van de Italiaanse voetbalbond FIGC Giancarlo Abete maakte in mei 2014 bekend dat de comproprietá vanaf de transferperiode in de zomer van 2015 niet meer zou worden toegestaan. Ploegen die nog spelers onder een dergelijke constructie in gedeeld eigendom hadden, dienden dit op te lossen voor het begin van het nieuwe voetbalseizoen. Bijvoorbeeld Juventus verkocht hierdoor haar 50% van de transferrechten op Domenico Berardi aan zijn club US Sassuolo. Clubs die er niet onderling uitkwamen, dienden ieder 'blind' een bod op de gedeelde speler te doen, waarbij de hoogste bieder 100% eigenaar werd. Zo kwam AC Milan volledig in bezit van Simone Verdi, die het voorheen deelde met Torino FC en Torino weer van Marco Benassi, die het daarvoor deelde met Inter Milan.